# Mistrzostwa Szwecji w szachach
Mistrzostwa Szwecji w szachach – rozgrywki szachowe, mające na celu wyłonienie najlepszych szachistów w Szwecji. W latach 1917–1931 odbywały się w formie meczów, a od 1939 roku – jako turnieje.

## Mistrzowie Szwecji w szachach korespondencyjnych
1. Bertil Sundberg (1938-1939)
2. Hilding Brynhammar (1940-1941)
3. Folke Ekström (1941-1942)
4. Harald Malmgren (1942-1943)
5. Bertil Sundberg (1943-1944)
6. Hilding Brynhammar (1944-1945)
7. Ake Lundqvist (1945-1946)
8. Bertil Sundberg (1947-1948)
9. Stig Lundholm (1948-1949)
10. Martin Johansson (1949-1950)
11. Olle Smith (1950-1951)
12. Gunnar Eidenfeldt (1951-1952)
13. Egon Arvidsson (1952-1953)
14. Manne Joffe (1954-1955)
15. Willy Pettersson (1955-1956)
16. Olle Smith (1956-1957)
17. Bertil Wikström (1957-1958)
18. Bertil Andersson (1958-1959)
19. Harry Ahman (1959-1960)
20. Thore Nättorp (1960-1961)
21. Harry Ahman (1961-1962)
22. Martin Johansson (1962-1963)
23. John Ljungdahl (1963-1964)
24. Folke Ekström (1964-1965)
25. Artur Mellgren (1965-1966)
26. Eric Nordström (1966-1967)
27. Hans Ek (1967-1968)
28. Bertil Wikström (1968-1969)
29. Harry Runström (1969-1970)
30. Bertil Wikström (1970-1971)
31. Folke Ekström (1971-1972)
32. Arne Bryntse (1972-1973)
33. Rune Averby (1973-1974)
34. Bo Hernod (1974-1975)
35. Eric Nordström (1975-1976)
36. Bengt Hammar (1976-1977)
37. Ulf Svensson (1977-1978)
38. Ingemar Schütz (1978-1979)
39. Taisto Varjomaa (1979-1980)
40. Hasse Mineur (1980-1981)
41. Bertil Wikström (1981-1982)
42. Thomas Welin (1982-1983)
43. Pavel Lacko (1983-1984)
44. Hakan Rothen (1984-1985)
45. Lars Enterfeld (1985-1986)
46. Matts Andersson (1986-1987)
47. Lennart Rydholm (1987-1988)
48. Johnny Becker (1988-1990)[69]
49. Stefan Winge (1989-1991)[70]
50. Rune Holmberg (1990-1992)[71]
51. Mats Lindgren (1991-1993)[72]
52. Robert Callergard (1992-1994)[73]
53. franko Lukez (1993-1995)[74]
54. Arne Bjuhr (1994-1996)[75]
55. Daniel Ronneland (1995-1997)[76]
56. Niclas Hjelm (1996-1998)[77]
57. Rune Degerhammar (1997-2000)[78]
58. Conny Persson (1999-2001)[79]
59. Dan Olofon (2001-2003)[80]
60. Sebastian Nilsson (2003-2005)[81]
61. Bo Lindström (2005-2008)[82]
62. Eric Bagger (2007-2010)[83]
63. Björn Fagerström (2009-2011)[84]
64. Ludvig Sandström 2011-2013)[85]
65. Leif Rosén (2013-2015)[86]
66. Sonny Colin (2015-2017)[87]